# Nánó Csaba
Nánó Csaba (Kolozsvár, 1962. október 9. – Kolozsvár, 2024. június 28.) erdélyi magyar író, újságíró.

## Életpályája
Szülei: Nánó Lajos (1938–2003) temesvári születésű jogász, közgazdász, Székely Ida (1938–2003) tanítónő. A Nano család Olaszországból költözött Temesvárra a 19. század középen, apai nagyapja, Nano Lajos (1910–1988) festőművész volt.
1981-ben érettségizett a Brassai Sámuel Elméleti Líceumban.
Lakatosként, marósként, majd tejkihordóként dolgozott a kommunizmus éveiben. 1987–2003 között a Flacăra ruhagyár beszerzési osztályán volt közalkalmazott.
1984-től a Kolozsvári Municípiumi Művelődési Ház Stúdió Színpadának tagja volt, annak megszűnéséig (1987). A magyar színházban statisztaként fellépett a Harag György által rendezett Egy lócsiszár virágvasárnapja, és a Kincses Elemér által színpadra vitt Sirály című előadásokban.
1990-ben közölte első cikkét a kolozsvári Szabadságban. Külső, majd 1997-től belső munkatársa volt a helyi lapnak. Cikkei jelentek meg a Művelődés, a Géniusz és sok más publikációban. 2000-ben Budapestre költözött, ahol a Duna Televízió és A MI otthonunk havilap munkatársa volt. Saját cége NÁNÓ MÉDIA BT néven működött, melynek fő profilja különféle médiaszolgáltatások voltak.
2004-ben visszatért Kolozsvárra. 2006-ban a Központ című marosvásárhelyi hetilap alapító szerkesztője lett. 2008-tól az Erdélyi Napló című hetilap lapszerkesztője, közben, 2009-ben a kolozsvári román-magyar nyelvű KLUB TV területi magántévé szerkesztő-műsorvezetőjeként is dolgozott. 2015 októberétől a magyarországi KAPU folyóirat szerzője is. 2009 és 2012 között a Sapientia Erdélyi Magyar Tudományegyetemen Európai tanulmányok és nemzetközi kapcsolatok szakot hallgatott. Kezdetben sportriporterként dolgozott, de szinte minden témában jelentek meg cikkei. Tevékenységének egyik fő vonala az erdélyi magyar kultúra népszerűsítése. Több kritikája, beszámolója jelent meg színházi előadásokról, népszerű az olvasók körében színészinterjú-sorozata.
2015 márciusában nyelvgyökérrákot diagnosztizáltak nála, közel egyéves kemo- és sugárterápiát követően 2016 decemberében az orvosok tünetmentesnek nyilvánították. Betegsége történetét a Tegnap / Betegnapló című könyvében írta meg. Egy idő után újra kiújultak a tűnetei, és 2024. június 28-án elhunyt.

## Kötetei
- Ellopott ősz (karcolatok), Publio Kiadó Budapest, 2015. ISBN 9789633974070[3]
- Ahol fény, ott árnyék is (színészinterjúk), Europrint Kiadó Nagyvárad, 2015. ISBN 978-606-8581-11-8[4][5]
- Egy élet nem elég (Színészek, emberek, példaképek), Europrint Kiadó Nagyvárad, 2016. ISBN 978-606-8581-26-2[6]
- Tegnap – Betegnapló; Exit Kiadó, Kolozsvár, 2018
- A harmadik színház – a kolozsvári Stúdió Színpad története (társszerző). Europrint Kiadó, Nagyvárad, 2018 ISBN 978-606-8581-41-5
- Eltűnt évszakok, visszaköszönő évek – válogatott publicisztikák. Exit Kiadó, Kolozsvár, 2019. ISBN 978-606-9091-03-6[7]
- Az élet körhintáján – újabb beszélgetések hírességekkel. Europrint kiadó, Nagyvárad, 2019. ISBN 978-606-8581-50-7[8]
- Sors-szimfónia (Életútinterjú Simon Gáborral). Ábel kiadó, Kolozsvár, 2020. ISBN 978-973-114-267-8 [9]
- Kertvárosi keringő. Exit kiadó, Kolozsvár, 2020. ISBN 978-606-909-116-6
- Küszöbtől küszöbig (életútinterjú Albert Júliával). Ábel kiadó, Kolozsvár, 2021. ISBN 978-973-114-286-9
- Zsebfüzet (rövidprózák), Exit Kiadó, Kolozsvár, 2022. ISBN 978-606-9091-54-8
- A szülőföldtől az Óperenciáig (interjúk határtalanul), Europrint kiadó, Nagyvárad, 2022. ISBN 978-606-8581-69-9
- Kürthy András, a rendező (Visszatekintés és beszélgetések életről és operáról), Ábel Kiadó, Kolozsvár, 2023. ISBN 978-973-114-311-8 [10]
- Naputazók. Exit kiadó, Kolozsvár, 2024. ISBN 978-606-9091-95-1
- Holtak könyve, Ábel Kiadó, Kolozsvár, 2025. ISBN 978-973-114-335-4